# 甘丹彭措林寺
甘丹彭措林寺（藏语称“甘丹彭措林”），简称“彭措林寺”（藏语称“彭措林”），又译“平措林寺”，位于中國西藏自治区日喀则市拉孜县彭措林乡，原是一座藏传佛教觉囊派寺院，后来改宗格鲁派。

## 历史
彭措林寺位于日喀则市拉孜县驻地东北、彭措林乡人民政府所在地，距离拉孜县城62公里，海拔4100米。
彭措林寺是在藏巴汗（第悉藏巴·彭措南杰）的支持之下，1614年由多罗那他创建。据传说，该寺创建之前，在其西北方向雅鲁藏布江对岸的山尖上有一座小寺名叫“当嘎拉孜”，住持是多罗那他，因地形限制，当嘎拉孜寺的发展有困难，多罗那他希望迁址，此时有一乌鸦将其盘子叨走，多罗那他追赶乌鸦来到如今彭措林寺后山顶上，才得到盘子，遂决定在这里建寺。该寺建成后，起名“达丹彭措林寺”（藏语称“达丹彭措林”，威利转写：rtag brtan phun tshogs gling），为觉囊派的重要道场。 1649年之后，五世达赖时期，强行将觉囊派寺庙改宗格鲁派，该寺为13座改宗格鲁派的寺庙之一，更名为“甘丹彭措林寺”，简称“彭措林寺”。
藏文史书记载，多罗那他是藏传佛教觉囊派高僧及佛学家，也是外蒙古最大的活佛系统哲布尊丹巴转世系统的实际奠基人。多罗那他原名“衮噶宁波”，藏历第十绕迥木猪年（1575年）生于卫藏交界之处的喀热琼尊地方的一个佛学译师家庭。幼年在觉囊寺出家为僧，学习显密经论。青年时，师从多位来西藏的印度僧人学习佛法、梵文，成为知名佛学家。1608年（明朝万历三十六年），多罗那他著成《印度佛教史》。1614年，他在觉囊寺附近创建达丹彭措林寺，弘传觉囊派教法，将持“他空见”的觉囊派推向鼎盛时期。同年，他被藏巴汗推荐到喀尔喀蒙古传教，行前获四世达赖赠予“迈达理”（意为“慈氏佛”）活佛称号。他在外蒙古弘法二十年，被尊为“哲布尊丹巴”（意为“至尊圣者”）。他的著述颇丰，除了《印度佛教史》之外，还有《时轮源流》、《娘地教法源流》等等流传。
彭措林寺的建成经过了三阶段，用12年完成：第一阶段兴建集会殿；第二阶段兴建16座小佛殿以及一部分僧舍；第三阶段兴建山顶的土布坚拉康以及山上的一部分小殿堂。此后，该寺多次增修及扩建。鼎盛时期，该寺有喇嘛3000人。民主改革之前，该寺有喇嘛350人。21世纪初，有喇嘛41人。
彭措林寺每年藏历12月27日举办跳神活动。每年藏历10月8日举办朝拜度母仪式。
1996年，该寺被列为西藏自治区文物保护单位。2006年，该寺被列为第六批全国重点文物保护单位。

## 建筑
彭措林寺规模宏大，上围有围墙，正门向北开，院内占地面积37800平方米。寺院以集会殿为主体建筑，集会殿四周有16座小拉康，此外还有印经院、彭措林宗政府遗址、僧舍。该寺的建筑分布如同密宗坛城。其他附属建筑起初大多建在寺院外围，随后向山上发展，最后在山顶兴建土布坚拉康等建筑。寺院建筑可以分为山上建筑群和山下建筑群两部分。
- 山下建筑群：包括集会殿、拉康顿珠、印经院、彭措林宗政府遗址、僧舍等建筑。[1]
  - 集会殿：彭措林寺的中心建筑，面积1700平方米，坐西朝东，外观为5层，实际为3层。殿门外是庭院、讲经台、影壁。影壁后面是9级台阶的平台，自平台攀登木梯即可进入集会殿底层。
    - 集会殿底层：由前廊、经堂、佛殿、依怙殿等组成。
      - 前廊：面阔3间，进深2间，长10.8米，宽5.5米，面积59.4平方米。有圆柱4根，柱径0.8米。廊内壁画为四大天王、十五尊地方神、八大龙王、王子、王妃、大臣、侍从等等。
      - 经堂：门楣雕有狮子、神鸟等等。经堂面阔7间，进深7间，长宽均为25.5米，面积大约635平方米。中间2长柱直通二层天窗，用以通风及采光，其余3次柱的柱头及斗栱上面绘有菩提萨埵34尊。经堂内原来供奉释迦牟尼及弟子塑像多尊，但多数已经残毁，新塑有宗喀巴、十世班禅、多罗那他等塑像。经堂四壁绘有壁画，以40尊高约2米的释迦牟尼为中心，四周绘有十六罗汉、俱种二十五氏、瑜伽母、贡钦仁布、宝帐依怙、能怖金刚、密集金刚、金刚瑜珈母、各种菩萨像。
      - 佛殿：佛殿高于地面50厘米。面阔5间，进深3间，长16.8米，宽9米，面积151.2平方米。殿内有8根长柱。殿内主供确琅度玛像，由多种物质混合铸造。两壁原来供奉7尊高大铜像，现已被毁。殿壁绘释迦牟尼、多罗那他等壁画。
      - 依怙殿：面阔3间，进深2间，长9米，宽4.2米，面积37.8平方米。殿内有柱2根。殿内原来供奉贡布扎西、吉祥天母等护法神像，如今该殿后壁新塑班丹拉姆护法神像。该殿四壁绘有壁画，为金汁单线勾勒的护法神像，21世纪初对画像进行重描。该护法神殿每年藏历11月8日对外开放，供信众朝拜。
      - 小库房：集会殿右侧有小库房。小库房外的木梯边的墙上绘有壁画，题材似乎是杂技类。

    - 集会殿二层：二层围绕经堂天窗建有明廊，宽2.2米，廊壁绘有释迦牟尼传记壁画。二层前端和左右两侧的明廊后设有殿堂：前为加克拉康，即印度佛殿，面阔3间，进深2间，有柱5根，据传该殿是专为放置印度赠送的佛像而建，后来在殿内设班禅宝座；左为乃迥贡康，长5.7米，宽4.8米，面积27.36平方米，供奉佛像，并绘有壁画；右为贡康帕尔，为护法神殿。
    - 集会殿三层：三层左侧是卓玛拉康（度母殿），长5.4米，宽5.1米，面积27.54平方米，内有1柱，殿内主供度母铜像，壁画是觉囊派高僧像。三层右侧是阿康（库房），放置修缮集会殿顶时用的工具。三层后面是俄门拉康，面阔5间，进深3间，长15.5米，宽8.4米，面积130.2平方米，有柱8根；该拉康的壁画最精美，画面为释迦牟尼、菩萨、密严刹土、五方佛、觉囊派高僧、时轮坛城等等。

  - 拉康顿珠：即16座佛殿。按照前三、后三、左五、右五对称分布。各殿间有石砌墙体连接，所有殿门均朝向集会殿。因文化大革命的毁坏，16座佛殿多已成为废墟。21世纪初正在逐步修复。
  - 印经院：又称“巴尔康”。位于集会殿右侧，长11.5米，宽10.5米，面积120.75平方米。原来为三层：底层是粮仓；中层是印经场及经版库；上层是僧舍。现仅存废墟。
  - 彭措林宗政府遗址；位于院子西部。面积1500平方米，分为宗政房、粮晌库、宿舍等等建筑。
  - 僧舍：数十幢，多已成废墟。[1]
- 山上建筑群：其中最大的建筑为土布坚拉康，位于山顶，其余的吉杰拉康、罗汉堂、布达拉拉康，巴日拉康，卓玛拉康、喇嘛拉康、扎谢拉康等7座小拉康及一部分僧舍散布在山脊两侧。山上建筑群中，除了土布坚拉康之外，其余殿堂的规模均不大，文化大革命中大多被毁坏，21世纪初正在陆续修复。[1]
  - 土布坚拉康：即观音殿，位于集会殿西南方向的确康泽山顶。该建筑坐西南朝东北。底部两层用山坡当作后墙，补砌修建，第三层时平山顶，其上又建三层，共有五层。底布两层受地形限制，多辟成单间，用作库房及僧房。第三层为殿堂，长14.8米，宽10.3米，面积152.44平方米，层高5米，殿内原来供奉高大的观音菩萨塑像，据说该像内部装藏有多罗那他的法身灵骨；四壁绘有高约4米的胜乐金刚等神像。第四、五层都是廊房式建筑，四壁绘有壁画。土布坚拉康的左、右两侧有多罗那他的经堂、宿舍、马厩等附属建筑。土布坚拉康外围有宽3米的转经廊，转经廊外用石块砌有护墙。[1]

彭措林寺收藏的文物丰富，主要有：
- 玉器；主要是玉锛。原来有7件，现存3件。是该地区史前文化的遗迹。
- 石刻造像：总量大约150尊。主要放在集会殿外围一周。大多是在青灰色板岩上的浅浮雕。主要包括三世佛、五世佛、五方佛、释迦牟尼与弟子迦叶和阿难、十六罗汉、度母及译师、轨范师等等。此外，还有1990年密宗殿地下出土的大威德、空行母、胜乐金刚等石刻像。
- 金铜造像：总数大约160多尊。大部分是铜质，有的是表面鎏金。包括各类佛、菩萨、度母、金刚、护法神、祖师等等造像，其中该寺第二代活佛等造像非常精美。
- 瓷器：主要是青花瓷，数量较少，其中1件瓷壶及2件瓷碗图案新颖。
- 木雕：主要是经书板，数量较少，一般采用浮雕法，刻有释迦牟尼传记中的情节。[1]

彭措林寺有“四宝”：
- 堆波瓦·喜饶坚赞的打结拐杖：长约1米
- 多罗那他的手杖：据传是蒙古人赠与。手杖上雕有蒙古文和藏文，手柄雕有一龙头，上部雕有米拉日巴修行时的形象，其下盘雕一条龙。
- 多罗那他的法钹：据传众生听到其声音，便可脱离苦海。
- 宝石一对：一个宝石外形像鸡蛋，白色，上有天然形成的“嗡啊吽”咒语及字形。另一个宝石外形像杏仁，中间有一道白线。据说，这对宝石是纳木龙王赠给多罗那他的护法神贡布扎协的供品。[1]